# エリック・ネフラン
エリック・ネフラン（Erik Nevland, 1977年11月10日 - ）は、ノルウェー・スタヴァンゲル出身の元サッカー選手で、元ノルウェー代表である。現役時代のポジションはフォワードであった。

## 経歴

### クラブ
バイキングFKでキャリアを始めたネフランは、19歳でイングランド1部の強豪マンチェスター・ユナイテッドFCのトライアルに参加した際に3試合でハットトリックを決めたことが決め手となり、1997年5月31日に同クラブと4年契約を締結。移籍金は30万ポンドと見られている。しかしながら、オールド・トラッフォードでの生活は非常に厳しく、ユナイテッドでの得点は1998年10月にフットボールリーグカップのベリーFC戦の1得点のみ、リーグ戦出場は1998年1月19日のサウサンプトンFC戦で途中出場した1試合のみ、全公式戦含めても6試合に留まり、同胞のオーレ・グンナー・スールシャールのような成功を収めることが出来なかった。また、2度の期限付き移籍では古巣のバイキングでは成功したものの、IFKヨーテボリでは失敗と印象づけることが出来なかったため、契約満了に伴いユナイテッド退団が決定した。
2000年1月に古巣のバイキングと完全移籍で再契約を結ぶと、2001年に自身初のタイトルとなるノルウェー・フットボールカップを獲得。また、翌2002年にはUEFAカップにて2得点を決め、チェルシーFCを破る立役者となった。バイキングでは2000年からの5年の在籍で113試54得点記録し、チームを牽引した。
2004年11月に2度目の国外挑戦としてFCフローニンゲンと契約。シーズン途中からの加入だったにもかかわらず、20試合16得点と驚異的な得点力を見せつけた。また、フローニンゲンの新スタジアムであるユーロボルフ（en）のこけら落としで最初に得点を挙げた。その後も安定して得点を量産していった結果、様々なクラブから注視されるようになったが、2007年4月27日に契約を3年延長し、同年にはフローニンゲン地方のテレビ局RTV Noord視聴者によるシーズンの最優秀選手にも選出される等、サポーターにその活躍が認められた。
2008年1月28日に移籍金250万ユーロ＋インセンティブ（チームが残留果たした場合）50万ユーロでフラムFCと2年半の契約を締結。2月3日にクレイヴン・コテージでのアストン・ヴィラFC戦でリーグ初出場を飾った。フラムでの2季半では、ボビー・ザモラとアンディ・ジョンソンのコンビが好んで起用されたため、先発としての出場は必ずしも多くはなかったものの、ザモラの不調時やアンディ・ジョンソンの負傷等によって出来た限られた出場機会の中での仕事が評価され、2010年1月にクラブから契約延長の場が設けられた。しかし、ロイ・ホジソン監督が慰留していたにもかかわらず、2010年5月に古巣バイキングへ復帰することを選択。
2010年6月からバイキングにして復帰早々から主将を務め、ベテランとしてチームを引っ張っていき、2012年11月に現役を引退した。

### 代表
U-21代表で22試合1得点を記録。また、UEFA U-21欧州選手権1998で3位入賞した一員だった。A代表としては、2001年から8試合に出場した。